# Józef Okęcki
Józef Okęcki herbu Radwan (ur. 1757, zm. 23 sierpnia 1823 w Babsku) – sędzia pokoju i asesor sejmiku powiatowego czerskiego Księstwa Warszawskiego w 1809 roku, chorąży czerski w 1792 roku, sędzia ziemski warszawski, podsędek warszawski w 1785 roku, cześnik czerski w 1782 roku, wojski bielski w 1779 roku, konsyliarz konfederacji targowickiej ziemi warszawskiej.
W 1786 roku wybrany posłem na sejm z ziemi różańskiej. Pochowany w ufundowanym przez siebie kościele św. Antoniego w Babsku.